# Hyalurga whiteleyi
Hyalurga whiteleyi är en fjärilsart som beskrevs av Druce 1911. Hyalurga whiteleyi ingår i släktet Hyalurga och familjen björnspinnare. Inga underarter finns listade i Catalogue of Life.